# Pierre Delorme
Pour les articles homonymes, voir Delorme.
Pierre Delorme, né le 12 avril 1757 à Les Grandes-Armoises (Ardennes), mort le 20 janvier 1835 à Charleville-Mézières (Ardennes), est un militaire français de la Révolution et de l’Empire.

## États de service
Il entre en service le 4 mars 1776, comme soldat au 5e régiment de cavalerie, et il sert de 1779 à 1782, sur les côtes de Calais et de Boulogne. Il fait partie du détachement qui prend 2 corsaires anglais entre Gravelines et Calais. Nommé brigadier le 27 mai 1782, il devient fourrier le 2 septembre 1784, maréchal des logis le 1er octobre 1786, et adjudant sous-officier le 1er juillet 1788. Il fait avec distinction les campagnes de 1792, à l’an IX, aux armées des Alpes, de l’Ouest, d’Italie, et du Rhin. Il passe sous-lieutenant le 25 janvier 1792, lieutenant le 20 août 1792 et capitaine le 1er avril 1793. 
Le 19 novembre 1793, il reçoit son brevet de chef d’escadron, et il se distingue à l’affaire qui a lieu le 2 mai 1794, à l’armée de l’Ouest. Envoyé à l’armée d’Italie, il se trouve au combat de Bevilacqua et à la bataille de Rivoli les 14 et 15 janvier 1797, où il fait 200 prisonniers avec un détachement de 80 hommes. Il se fait remarquer encore lors des passages de la Piave, du Tagliamento, et de l’Isonzo.
Il est promu chef de brigade le 21 janvier 1800, au 17e régiment de cavalerie, devenu 26e régiment de dragons en 1803. Il combat avec la plus grande bravoure à la Bataille d'Engen le 3 mai 1800, et à celle de Biberach le 9 mai suivant. Il donne de nouvelles preuves de son intrépidité à la bataille de Hohenlinden le 3 décembre 1800. Après la paix de Lunéville, il est envoyé à Commercy pour y tenir garnison. Il est fait chevalier de la Légion d’honneur le 11 décembre 1803, et officier de l’ordre le 14 juin 1804, puis il est désigné par l’Empereur pour faire partie du collège électoral du département des Ardennes.
En l’an XII et en l’an XIII, il est employé dans la 5e division militaire à Strasbourg, et il est compris dans la 1re division de dragons de la réserve de cavalerie de la Grande Armée, avec laquelle, il fait les campagnes d’Autriche, de Prusse et de Pologne de 1805 à 1807. Il prend une part glorieuse aux combats de Wertingen le 8 octobre 1805, de Neresheim le 17 octobre suivant, et après la bataille d’Austerlitz, l’Empereur le fait commandeur de la Légion d’honneur le 25 décembre 1805.
Il combat avec la même distinction à Iéna le 14 octobre 1806, à Golymin le 26 décembre, ainsi qu’à Eylau le 8 février 1807, où il commande la brigade de dragons du 6e corps du maréchal Ney. Il est admis à la retraite le 16 février 1807, et il quitte la Grande Armée le 28 du même mois, pour se retirer dans ses foyers. Il est créé baron de l’Empire le 10 septembre 1808.
Il meurt le 20 janvier 1835, à Charleville-Mézières.

## Dotation
- Le 17 mars 1809, donataire d’une rente de 4 000 francs sur le Trasimène.

## Armoiries
| Figure | Nom du baron et blasonnement |
| ------ | --- |
|        | Armes du baron Pierre Delorme et de l'Empire, décret du 19 mars 1808, lettres patentes du 10 septembre 1808, commandeur de la Légion d'honneur D'argent, aux quatre chevrons de sinople superposés, soutenus d'un casque d'or en abyme; quartier des barons militaires brochant sur le tout. Livrées : les couleurs de l'écu ; le verd dans les bordures seulement. |

## Sources
- A. Lievyns, Jean Maurice Verdot, Pierre Bégat, Fastes de la Légion-d'honneur, biographie de tous les décorés accompagnée de l'histoire législative et réglementaire de l'ordre, Tome 3, Bureau de l’administration, 1844, 529 p. (lire en ligne), p. 106.
- « Cote LH/718/37 », base Léonore, ministère français de la Culture
- « La noblesse d’Empire » (consulté le 17 mars 2016)
- Vicomte Révérend, Armorial du premier empire, tome 2, Honoré Champion, libraire, Paris, 1897, p. 39.
- Léon Hennet, Etat militaire de France pour l’année 1793, Siège de la société, Paris, 1903, p. 236.
- Arthur Chuquet, Ordres et apostilles de Napoléon (1799-1815), paris, librairie ancienne Honoré Champion, 1911, p. 36